# The D Train
The D Train is een Amerikaanse film uit 2015, geschreven en geregisseerd door Andrew Mogel & Jarrad Paul. De film ging in première op 23 januari op het Sundance Film Festival in de U.S. Dramatic Competition.

## Verhaal
Dan Landsman is een overdreven enthousiast voorzitter van de reüniecommissie van zijn middelbare school maar wordt ook uitgelachen door de groep. Om indruk te maken op zijn zogenaamde vrienden, zweert hij om hun meest bekende voormalige klasgenoot Oliver Lawless, de ster van een nationale Banana Boat-televisiereclame, te overtuigen de reünie bij te wonen om zo de opkomst te verhogen. Hij reist naar Los Angeles en spint een web van leugens om zijn doel te bereiken. Een onzekere vriendschap met Oliver als doel wordt een obsessie waarbij hij de relatie met zijn vrouw, zoon en baas opoffert.

## Rolverdeling
| Acteur          | Personage      |
| --------------- | -------------- |
| Jack Black      | Dan Landsman   |
| James Marsden   | Oliver Lawless |
| Kathryn Hahn    | Stacey         |
| Mike White      | Jerry          |
| Kyle Bornheimer | Randy          |
| Henry Zebrowski | Craig          |